# Carsismo in Europa
Vengono elencati di seguito i maggiori fenomeni carsici per ogni Paese o regione europea (in ordine alfabetico). Sono pochissimi gli Stati europei privi di regioni a carattere carsico, forse soltanto la Finlandia, la Danimarca e i Paesi Bassi.

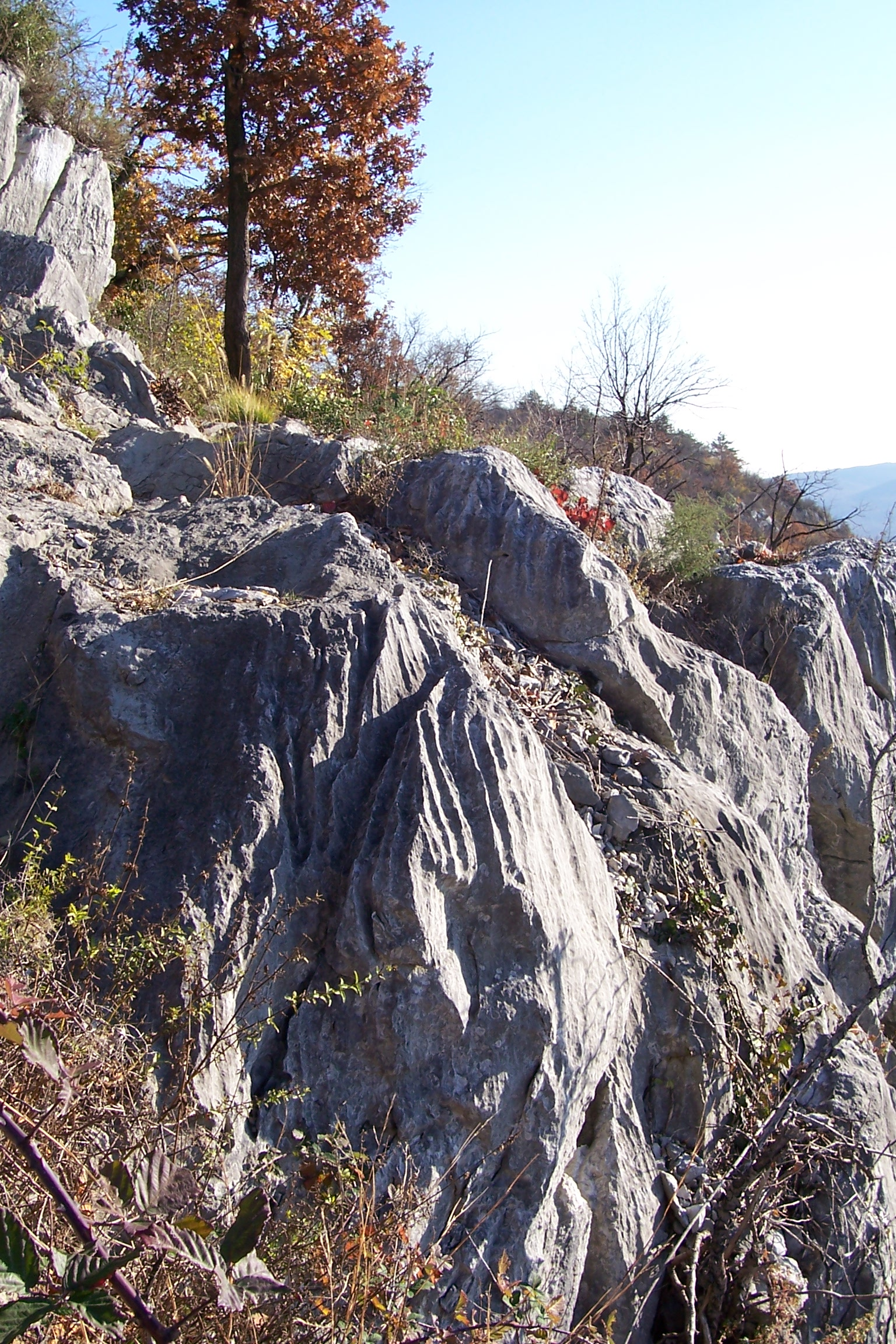

## Austria
Il Carso austriaco è probabilmente quello più studiato. Finché il Carso Triestino fece parte dell'impero austro-ungarico, costituiva materia di studio intenso per gli austriaci, ma dopo la prima guerra mondiale il loro interesse si è limitato alla scoperta ed alla valorizzazione dell'attività carsica sul proprio territorio. Si tratta perlopiù di carso di alta montagna senza espressioni stalattitiche di qualche importanza. Ciò nonostante le grotte sono turisticamente ben valorizzate e molto frequentate. Una delle rare grotte decorate da stalattiti è la Katerloch vicino a Weiz.

## Balcani

Modello di classificazione delle Alpi Dinariche
Zona A1: Montagne dell'Istria e del Carso

Lungo tutta la penisola balcanica, dall'Istria fino all'Albania e alla Grecia, si propaga un terreno carsico molto simile a quello della Slovenia. Iniziando proprio da Postumia (Postojna), si allunga con il nome di Carso dinarico, oltre l'Istria e la costa dalmata, fino alle isole greche, formando la regione carsica più estesa in Europa. È noto con varie denominazioni locali che indicano comunque solo frazioni di questo insieme: conosciamo ad esempio il Carso istriano, il Carso dalmata in Dalmazia (o "della Liburnia"), il Carso bosniaco in Bosnia, i Monti del Vento (Vjetrena brda) nel Montenegro, il Kučaj in Serbia, le montagne dell'Albania e la regione del Peloponneso. Il Carso dinarico è caratterizzato da un'insolita frequenza di polje carsici (da pronunciare sempre poglie), ad esempio il polje di Copaide in Grecia,  bonificato nel secolo XIX con un canale di scolo che l'ha completamente prosciugato per permetterne lo sfruttamento agricolo.

## Bulgaria
La Bulgaria ha numerosi piccoli ambienti carsici che coprono complessivamente il 14% del territorio nazionale. Finora gli speleologi hanno individuato ben 2300 grotte ed alcune sono state aperte al turismo. Nella grotta di Magura sono stati scoperti oltre un centinaio di graffiti risalenti al Paleolitico.

## Repubblica Ceca
I Cechi sono stati tra i primi ricercatori del carsismo: nella loro lingua sono infatti presenti vocaboli propri per alcuni fenomeni carsici, ove in tutte le altre lingue si è imposta la terminologia slovena. Così ad esempio i Cechi non usano la parola dolina per indicare un avvallamento carsico (questo termine ha invece il significato generico di valle), mentre la dolina carsica viene detta krasové údolí e la particolare dolina ad imbuto závrt: ciò significa che conoscevano tale tipo di formazioni ben prima dell'affermarsi della nomenclatura internazionale. Potremmo supporre addirittura la collaborazione di Cechi nelle esplorazioni del Carso triestino a cavallo tra la fine del secolo XIX e l'inizio del secolo XX. Alcuni vocaboli della lingua ceca sono infatti tuttora usati nella terminologia carsica slovena.
Il territorio a sudovest della Repubblica Ceca viene detto Carso ceco, quello a sud invece Carso moravo. La grotta più nota del Carso ceco è la Koněprunska dove nel secolo XV gli ussiti avevano insediato la zecca. Anche nel Carso moravo ci sono moltissime grotte, la maggior parte visitabili, ma la vera attrattiva è la superficie carsica della Moravia, una vera »scuola di carsismo« che evidenzia praticamente tutti i fenomeni carsici.

## Francia
In Francia, quasi il 20% del territorio è di origine carsica. Vi si trovano alcuni aspetti molto diversi dai fenomeni carsici tradizionali, ad esempio le valli basse e strette vicino a Marsiglia, o l'originale tipo di fonte carsica in Vaucluse nei monti Vercors. Tipica l'abbondanza di abissi: proprio nel Vercors nel 1953 è stato scoperto un abisso di ben 1200 metri (tra i più profondi al mondo), e quasi altrettanto profondo è il Pierre Saint Martin che si estende in distanza fino al territorio spagnolo.

## Germania
In Germania è carsico il territorio del Giura, sebbene i fenomeni carsici non siano facilmente individuabili in quanto il terreno è completamente coperto di bosco. Vi si trova però gran parte delle grotte tedesche. Nell'alveo del Danubio ci sono parecchi inghiottitoi, che a 12 km di distanza formano la sorgente dello Aach. Da notare che l'Aach confluisce nel Reno e con esso nell'Oceano Atlantico, mentre il Danubio si getta nel Mar Nero. Il confine tra i due più importanti bacini fluviali europei passa dunque nel sottosuolo carsico.
Nella regione del Rübeland ci sono delle grotte scoperte fin dal secolo diciassettesimo. In alcune è stato importato il proteus dalle grotte di Postumia, ma non è sopravvissuto. Tranne questo carsismo in roccia calcarea, in Germania si hanno parecchi fenomeni di erosione in sale e gesso. Ma sia a causa della produzione del sale che pure a seguito di un veloce scioglimento naturale, queste concrezioni sono molto mutevoli e le forme carsiche non si conservano.

## Grecia
In Grecia il paesaggio non offre scorci tipicamente carsici, in quanto quasi privo di ogni tipo di dolina. Sebbene abbondi di sorgenti carsiche, il terreno presenta pochissimi inghiottitoi. I molteplici polje sono quasi tutti bonificati. Le grotte sono aperte al turismo e molto frequentate.

## Irlanda
In percentuale rispetto alle dimensioni del paese, l'Irlanda è seconda solo alla Slovenia per estensione di terreno carsico. Il carattere carsico è facilmente individuabile, sebbene presenti caratteristiche proprie, dovute al clima più rigido di quei luoghi. L'azione dei ghiacciai che in zone più meridionali è riscontrabile solo in qualche punto delle Alpi, in Irlanda è di primaria importanza. Sono proprio i ghiacciai infatti che in alcuni casi preservano le rocce calcaree dall'erosione dovuta alle precipitazioni; in altri punti, invece, trattengono l'acqua di superficie favorendone l'azione erosiva. Ecco perché i processi tipici del carsismo irlandese sono molto diversi da quelli classici.

## Italia
A livello internazionale, i fenomeni carsici furono studiati per la prima volta nel territorio del Carso, detto anche "Carso classico", a nord-est di Trieste; da questa zona prese il nome il fenomeno del carsismo in varie lingue, oltre che in Italiano. Si trova qui la Grotta Gigante, una delle più grandi in Europa.
In Italia, oltre che in Venezia Giulia, il carsismo è presente anche in altre zone delle Alpi, nelle Prealpi, negli Appennini e nelle Alpi Apuane. Tra le grotte più note c'è quella di Castellana vicino a Bari che, sebbene parecchio estesa (2 km), fu scoperta solo nel 1938; fenomeni carsici di grande interesse sono presenti anche sull'Alta Murgia barese e nel territorio del Gargano, dove si contano oltre 4000 doline e più di 600 grotte, molte delle quali d'interesse archeologico.
Nell'Appennino marchigiano si trovano le Grotte di Frasassi, che si estendono per circa 18 chilometri, caratterizzate dalla presenza costante dell'acqua. Anch'esse sono molto note e sono situate in una zona caratterizzata da gole e da altre cavità carsiche.
Anche la Sardegna è ricca di spettacolari fenomeni carsici: basti pensare alle Grotte di Nettuno e alle Grotte del Bue Marino, situate sulla costa.
Di notevole interesse sono anche i fenomeni carsici che hanno generato le doline e le grotte incluse nel territorio del Parco dei Gessi Bolognesi e Calanchi dell'Abbadessa. Uno dei più grandi complessi carsici europei si trova nelle Alpi Apuane, dove il fenomeno raggiunge proporzioni grandiose, a causa della grande profondità degli strati calcarei. Si trova infatti nelle Alpi Apuane l'Antro del Corchia, la parte principale del sistema di grotte carsiche più esteso di Italia. Centinaia di grotte, abissi, sifoni, inghiottitoi costituiscono una meta ambita per speleologi e geologi.

## Polonia
Per molto tempo la Polonia non fu interessata allo studio del carsismo, che qui si presenta in formazioni molto antiche e senza fenomeni di superficie. Tranne qualche grotta in calcare, l'origine carsica si può osservare nelle miniere e, sulla superficie, in qualche antica forma di masso stalagmitico. Nelle grotte polacche sono state trovate numerose ossa animali risalenti fino al miocene.

## Regno Unito
Nel Regno Unito in mancanza di montagne a disposizione dei rocciatori, è stata particolarmente valorizzata la speleologia, principalmente nei Monti Pennini. In particolare lo Yorkshire presenta anche in superficie paesaggi carsici. La grotta più profonda (308 m) e la seconda per lunghezza (quasi 50 km) è la Ogof Ffynnon Ddu nel Galles.

## Romania
In Romania si conoscono più di mille grotte, molte delle quali non ancora esplorate. Molto nota la "Grotta del Ghiaccio" di Scăriosoara, nella quale gli scienziati studiano sistematicamente un enorme strato di ghiaccio in relazione all'innalzamento della temperatura media a livello planetario.

## Repubblica Slovacca
Nella Repubblica Slovacca la grotta più grande e la più bella è la Demänovská, con complessivi 20 km di estensione. Nella Slovacchia orientale, detta Carso slovacco, ci sono circa 200 tra grotte ed abissi di varia grandezza. La più lunga è certamente la Domica che oltre la frontiera con l'Ungheria si chiama Baradla e che fu un tempo molto nota soprattutto tra i contrabbandieri (Aggtelek e Slovak Karst).

## Slovenia
La Slovenia è la regione più tipicamente carsica dell'Europa, con il 43% della superficie su terreno carsico. Le grotte più note del Carso sloveno sono il sistema di Postojna-Planina (Grotte di Postumia) e quello di Škocjan (Grotte di San Canziano). Il Carso sloveno è stato il primo ad interessare gli scienziati ed è tuttora quello meglio studiato al mondo.

## Svizzera
La Svizzera può vantare un carso di alta montagna molto sviluppato turisticamente. La più interessante delle grotte è forse la Höhlloch, tra le più estese in Europa con i suoi 120 km. Il fiume che scorre nei piani inferiori di questa grotta può ingrossarsi con velocità impressionante. Pare che gli speleologi che la frequentano abbiano sempre cura di portarsi appresso approvvigionamenti sufficienti per vari giorni, in quanto molto spesso succede che un improvviso ingrossarsi dell'acqua impedisca l'uscita dalla grotta anche per delle settimane.

## Ucraina
L'Ucraina possiede le più grandi grotte in Europa e tra le prime al mondo. La Optimističeska, una grotta in gesso, misura ben 208 km, la Ozerna 111 km, la Zoluška 90 km. L'interesse per il carsismo è però abbastanza recente.

## Ungheria
In Ungheria, sebbene il paese sia povero di terreni carsici, c'è molto interesse per il carsismo. La grotta Baradla, ad esempio, viene sfruttata al massimo per il turismo e vi si tengono addirittura dei concerti. Questa grotta fa parte del sistema slovacco-ungherese che però a causa del confine di stato non viene studiato uniformemente. Solo negli ultimi anni il terreno da ambo le parti della frontiera è stato dichiarato parco nazionale (Aggtelek e Slovak Karst) e sono state finalmente tolte le inferriate che delimitavano il confine all'interno della grotta.

## Ex Unione Sovietica
Nel territorio dell'ex Unione Sovietica ci sono molti territori carsici, ma i relativi studi non hanno raggiunto la stampa occidentale. Per quanto si sa, ci sono più di 700 grotte completamente esplorate e scientificamente descritte. Antiche formazioni in roccia calcarea si trovano nelle montagne dell'Altai e negli Urali, mentre sono presenti forme di carso classico nel Caucaso e soprattutto in Crimea.